# فيكتور همر
فيكتور همر (بالإنجليزية: Victor Hammer)‏ هو رائد أعمال أمريكي، ولد في 1901 في نيويورك في الولايات المتحدة، وتوفي في 21 يوليو 1985.